# Big Four (WWE)
Nel mondo del wrestling i Big Four sono i quattro premium live event più importanti e longevi della WWE: Royal Rumble, WrestleMania, SummerSlam e Survivor Series.

## Eventi

### WrestleMania
WrestleMania è il premium live event più importante e longevo tra quelli proposti annualmente dalla WWE; di solito si svolge nel mese di aprile, ma in alcune occasioni si è svolto anche a marzo.
Data la sua posizione di rilievo all'interno del calendario, l'evento viene spesso chiamato Grandaddy of Them All o Showcase of the Immortals per sottolinearne l'importanza; tutte le edizioni di WrestleMania sono contraddistinte da un numero intero, analogamente a quanto accade al Super Bowl della NFL.

### Survivor Series
Survivor Series è il secondo premium live event più longevo tra quelli proposti annualmente dalla WWE; si svolge sempre nel mese di novembre.
Il nome dell'evento e la sua notorietà derivano dalla tipologia del match principale che lo caratterizza, ovvero un incontro ad eliminazione a otto o dieci partecipanti suddivisi in due diverse squadre.

### SummerSlam
SummerSlam è il terzo premium live event più longevo tra quelli proposti annualmente dalla WWE; si svolge sempre nel mese di agosto.

### Royal Rumble
Royal Rumble è il quarto premium live event più longevo tra quelli proposti annualmente dalla WWE; si svolge sempre nel mese di gennaio.
Il nome dell'evento e la sua notorietà derivano dalla tipologia del match principale che lo caratterizza, ovvero una variante della Battle Royal a trenta uomini che entrano uno alla volta sul ring.